# Khoái Ân
Khoái Ân (tiếng Trung: 蒯恩; bính âm: Kuǎi En), tự Đạo Ân, người huyện Thừa, Lan Lăng , là tướng lĩnh nhà Đông Tấn trong lịch sử Trung Quốc.

## Theo Lưu Dụ
Khi Lưu Dụ chinh thảo quân khởi nghĩa Tôn Ân, Khoái Ân được huyện sai đi phục dịch quân đội, sau đó được sung làm binh sĩ, nhận việc chăm sóc ngựa.
Khoái Ân thường làm thay cho những người lớn tuổi, một mình nhận việc của mấy người, mỗi lần cho ngựa ăn, đều than rằng: "Đại trượng phu giương được cung nặng 3 thạch, sao lại sung làm tên lính chăn ngựa!?" Lưu Dụ nghe được, tức thì cấp cho ông binh khí, Ân mừng lắm.
Từ khi tham gia thảo phạt Tôn Ân, Khoái Ân luôn đi trước binh sĩ, chém được rất nhiều thủ cấp. Trải qua nhiều trận đánh, ông tỏ rõ sức mạnh và can đảm đều hơn người, tính tình trung thành, cẩn thận, chưa từng mắc lỗi, rất được Lưu Dụ tin yêu. Trong một trận đánh ở huyện Lâu, ông bị trúng tên vào mắt trái.

## Dẹp nội loạn
Khoái Ân theo Lưu Dụ giành lại Kinh Thành, tiến đánh Kinh Ấp, được phong làm Ninh Viễn tướng quân, chỉ huy đội nghi vệ. Sau đó ông theo Chấn vũ tướng quân Lưu Đạo Quy đuổi đánh Hoàn Huyền, bắt Hoàn Tiên Khách, phá được Yển Nguyệt điệp, rồi bình định Giang Lăng.
Năm Nghĩa Hi thứ 2 (106), Trương Kiên giữ Ứng Thành làm phản, Khoái Ân phá được, nhận tước Đô Hương hầu.
Khi Lưu Dụ đi đánh Nam Yên, ông cũng có công. Nhân thời cơ Lưu Dụ đang vây Quảng Cố, Lư Tuần nổi dậy, bức đến Kinh Ấp, Khoái Ân quay về đón đánh ở Tra Phổ, nghĩa quân lui chạy. Sau đó Khoái Ân cùng bọn Vương Trọng Đức đuổi đánh biệt tướng Phạm Sùng Dân của Tuần ở Nam Lăng. Sau khi Lư Tuần chạy về Quảng Châu, Khoái Ân lĩnh hơn ngàn người đuổi theo biệt soái của Tuần là Từ Đạo Phúc, chém chết ông ta ở Thủy Hưng.
Khi Lưu Dụ phát binh chinh thảo Lưu Nghị, Khoái Ân cùng Vương Trấn Ác đưa quân tập kích Giang Lăng .
Ông được giữ quan chức cũ, làm Thái úy trưởng kiêm Hành tham quân, lĩnh 2000 quân, theo Ích Châu thứ sử Chu Linh Thạch đánh đất Thục. Đến Bành Mô, Khoái Ân lĩnh quân đi trước, đại chiến với địch, từ sáng sớm đến khi mặt trời lặn, càng đánh càng hăng, quân Thục thua chạy. Quân Tấn bình định Thành Đô, ông được cất nhắc làm Hành tham quân, đổi phong là Bắc Chí huyện ngũ đẳng nam.
Khi Lưu Dụ thảo phạt Tư Mã Hưu Chi và Lỗ Tông Chi, Khoái Ân theo Kiến uy tướng quân Từ Quỳ Chi đi trước. Quỳ Chi bị giết, còn ông đã bày trận dưới đê. Con Tông Chi là Quỹ thừa thắng tấn công, tên bay như mưa, tiếng hô dậy đất, Khoái Ân chỉnh đón khích lệ tướng sĩ, giữ vững trận địa. Lỗ Quỹ nhiều lần xung kích mà không lay chuyển nổi, bèn lui đi. Lưu Dụ đưa đại quân đến, khen ngợi ông dùng binh vững vàng.
Quân Tấn đánh bại Hưu Chi và Tông Chi ở Giang Lăng, quay lại đánh Lỗ Quỹ ở Thạch Thành. Quỹ bỏ thành mà chạy, Khoái Ân đuổi theo đến Tương Dương. Cha con Tông Chi chạy vào nước Hậu Tần của người Khương, bọn Khoái Ân đuổi đến Lỗ Dương quan mới trở về.
Khoái Ân từ khi tham gia chinh chiến, mỗi khi gặp nguy cấp, liền đi trước tướng sĩ, thường xông vào những nơi kiên cố nhất mà đánh phá, không ngại gian khó. Ông trải qua trăm trận, thân thể chịu nhiều vết thương. Lưu Dụ xét lại công lao trước sau, phong làm Tân Ninh huyện nam.

## Ở triều đình
Con trưởng của Lưu Dụ là Nghĩa Phù làm Chinh lỗ tướng quân, lấy Khoái Ân làm Trung binh tham quân phò tá Nghĩa Phù. Khi Lưu Dụ cất quân đánh Hậu Tần, lưu ông ở lại làm thị vệ cho Nghĩa Phù, mệnh cho ông kết giao với các quan trong triều. Khoái Ân vô cùng khiêm tốn, nói chuyện với mọi người không nhắc quan vị, mà tự xưng là "kẻ hèn". Ông thường vỗ về sĩ tốt, lại rất có kỷ cương, bộ hạ đều xem ông như cha.
Sau đó Khoái Ân dời sang làm Tư nghị tham quân, chuyển sang chức Phụ quốc tướng quân, Hoài Lăng thái thú. Lưu Nghĩa Phù được làm Khai phủ, ông làm Tòng sự trung lang, rồi chuyển sang Tư mã cho anh ta; các chức tướng quân, thái thú vẫn như cũ.

## Cái chết
Lưu Dụ diệt nhà Hậu Tần, nghe tin Lưu Mục Chi mất, vội quay về miền nam, vua nước Hạ là Hách Liên Bột Bột thừa cơ đánh chiếm Quan Trung. Lưu Dụ sai Khoái Ân đi đón con trai thứ hai của mình là Quế Dương công Nghĩa Chân. Nghĩa Chân về đến Thanh Nê, bị quân Phật Phật (chỉ Hách Liên Bột Bột) đuổi đến, Khoái Ân đoạn hậu, ra sức chiến đấu mấy ngày liên tiếp.
Tiền quân của Nghĩa Chân tan rã bỏ chạy, người của Khoái Ân cũng mất sạch. Ông bị quân Hạ bắt được, chết trong tay địch.
Con trai là Quốc Tài kế tự. Quốc Tài mất, con trai Quốc Tài là Tuệ Độ kế tự. Tuệ Độ mất, không có con, không có người kế tự.